# Alekséievka (Omsk)
Alekséievka — Алексеевка (rus) — és un poble de l'óblast d'Omsk, a Rússia, que en el cens del 2010 tenia 388 habitants. Pertany al districte rural de Mariànovka.